# Suneohair
Suneohair, pseudonimo di Kenji Watanabe (渡辺 健二?, Watanabe Kenji; Niigata, 6 maggio 1971), è un cantante giapponese.
Apparso sulla scena con il nome di Suneohair nel 1998, è divenuto famoso a livello internazionale grazie alle due canzoni Waltz e Split usate come sigle per l'anime Honey and Clover.

## Biografia
Patito di musica fin dalla giovinezza, nel 1998 Suneohair spedì il suo primo demo ad alcune case discografiche. Lo stesso anno diventa bassista per una band minore con cui partecipa a diverse esibizioni pubbliche. Solo nel 2000 inizia la sua carriera solista ricevendo il premio "Best Mail Video" dall'emittente SSTV arrivando con i singoli successivi nella top ten Oricon, la classifica musicale giapponese.
Grazie all'anime Honey and Clover Suneohair riesce a sfondare le barriere nazionali e farsi conoscere all'estero, cantando per l'opera le due sigle di apertura Waltz e Split contenute successivamente negli album Kanashimi e Skirt. Nel 2009 pubblica una doppia raccolta contenente singoli e canzoni presenti negli album precedenti e infine nel 2010 annuncia il matrimonio con l'attrice Rie Tomosaka con cui ha cantato un duetto per la sigla finale del film Abraxas no matsuri.

## Album
1. 09/10/2002 - Sunestyle (スネスタイル?)
2. 24/07/2003 - a watercolor (a watercolor?)
3. 15/12/2004 - Fork (フォーク?)
4. 07/12/2005 - Kanashimi (カナシミ?)
5. 21/02/2007 - Skirt (スカート?)
6. 12/11/2008 - Birthday (バースデー?)
7. 24/08/2011 - Suneohair (スネオヘアー?)
8. 22/05/2013 - 8 (8?)
9. 25/05/2016 - 0 (0?)

### Raccolte
1. 30/09/2009 - Best (ベスト?)